# Carme Guasch i Darné
Carme Guasch i Darné   (Figueres, 3 d'octubre de 1928 - Badalona, 22 d'agost de 1998) fou una poetessa i escriptora catalana.

## Família
Filla de Carme Darné, modista de barrets de senyora, i Antoni Guasch, mestre i empresari. Després d'estudiar el batxillerat a l'Institut Ramon Muntaner, va manifestar el seu desig d'estudiar una carrera universitària. Els seus pares van accedir-hi amb la condició que s'instal·lés a la residència de les monges teresianes. Es va llicenciar en Filosofia i Lletres i immediatament va començar a dedicar-se a l'ensenyament, una vocació que va mantenir encesa durant tota la seva vida. Compaginava aquesta vocació amb la passió per la poesia, que es va iniciar a l'ombra del poeta Carles Fages de Climent.
L'any 1954 es va casar amb Antoni Soler, empleat de banca, amb qui havia coincidit en l'àmbit del teatre d'aficionat a la Catequística, ella com a autora i ell com a actor i director. El matrimoni va haver de marxar de Figueres per raons de la feina al banc i l'enyorament els va acompanyar en el seu periple per diverses poblacions catalanes. Carme Guasch exercia de mare de família i de professora, però sempre trobava temps per escriure poesia. La mort del seu marit, l'any 1982, i la seva jubilació, uns anys després, li van permetre una dedicació més intensa que va donar fruit en forma de novel·la, contes i reculls poètics. L'any 1989 va guanyar el premi Víctor Català amb el recull de narracions Situacions insulars. La seva producció literària gira sempre al voltant del sentiment de pèrdua arran de la mort del seu gran amor.
Carme Guasch va caure malalta de càncer i va morir, després d'una valenta lluita, el 22 d'agost de 1998, quan es trobava preparant una gran festa per celebrar els seus setanta anys.

## Escriptora
Dedicada a l'ensenyament de la llengua i la literatura catalanes, va començar a publicar en la maduresa, especialment poesia, i va destacar en el conreu del sonet: Vint-i-cinc sonets i un dia, Pràctica de vida, Amat i amic.
Durant els anys seixanta, al mateix temps que feia col·laboracions en la premsa, Guasch participa activament en l'organització anual de la Festa de Poesia, que celebrava Atenea, Agrupació de Cultura del Casino Menestral de Figueres, juntament amb els principals promotors d'aquesta: Carles Fages de Climent i Jaume Maurici. Tanmateix, Carme Guasch es presenta sovint a certàmens poètics i és així com l'any 1969 guanya el Premi Ciutat d'Olot de poesia. L'any següent obté la Viola d'Argent dels Jocs Florals de Manresa. A això seguiren altres guardons en els Jocs Florals de Perpinyà, Figueres, Calella i Barcelona.
La seva última obra -Interiors- va significar el seu primer intent -molt valorat per la crítica- de conrear el vers lliure. Va publicar també el recull El llit Isabelí i un impressionant testimoni autobiogràfic, Trena de cendra, en què narrava la història d'amor viscuda amb el seu espòs, Antoni Soler, la seva malaltia i mort, i la posterior superació del dol, que per altra banda ha estat un tema recurrent de la seva obra poètica.
Era mare del presentador i escriptor Toni Soler i de l'escriptora Sílvia Soler.

## Obres[4]

### Novel·la
- Trena de cendra. Barcelona: Pòrtic, 1984.

### Narrativa breu
- El llit isabelí. Barcelona: Edi-Liber, 1994.
- Situacions insulars. Barcelona: Selecta, 1998.
  - Reeditada per Cap de brot edicions, l'any 2025, amb epíleg de l'Empar Moliner.[5]

### Poesia
- Vint-i-cinc sonets i un dia. Olot: Aubert, 1978.
- Amat i Amic. Barcelona: Edicions 62, 1985.
- Pràctica de vida. Barcelona: Columna, 1993.
- Interiors. Barcelona: Columna, 1997.
- Poesia completa. Barcelona: Columna, 2005.

## Premis[6]
- Premi Ciutat d'Olot-Guerau de Liost de poesia i prosa poètica (1969).
- Premi Narcís Oller (1987): Els tèrmits.
- Premi Víctor Català (1988): Situacions insulars.

## Reconeixement i memòria
- Una escola de la ciutat de Figueres porta el seu nom.[7]
- El 2005 es va inaugurar a Badalona la plaça Carme Guasch.[8]